# 台湾毛柃
台湾毛柃（学名：Eurya strigillosa）为山茶科柃木属下的一个种。

## 扩展阅读
- 維基物種上的相關：台湾毛柃